# 현대 중국의 결혼
중국 문화에서 결혼의 역사와 전통적인 형태에 대해서는 중국 전통 결혼을 참조하십시오.
중국 경제 개혁 기간 동안 결혼은 특히 1950년 신혼법과 1979년부터 2015년까지 시행된 가족 계획 정책과 같은 새로운 법적 정책의 결과로 변화를 겪었다. 20세기의 주요 변화는 중매결혼과 같은 전통적인 중국 결혼 구조에서 파트너를 선택할 자유가 일반적으로 존중되는 구조로 변화한 것이 특징이다. 그러나 여전히 많은 사람들, 특히 여성들이 사회적, 경제적으로 유리한 결혼 상대를 선택하도록 부모와 문화적 압력을 가하고 있다. 2024년 중국은 1980년 기록이 시작된 이래로 결혼 건수가 감소하고 있다. 2010년 이혼을 신청한 196만 쌍의 부부는 전년 대비 14% 증가했으며, 10년 전보다 두 배 증가했다. 이혼율이 상승했음에도 불구하고 결혼은 여전히 인생의 자연스러운 일부이자 중국에서 좋은 시민의식의 책임으로 여겨지고 있다.

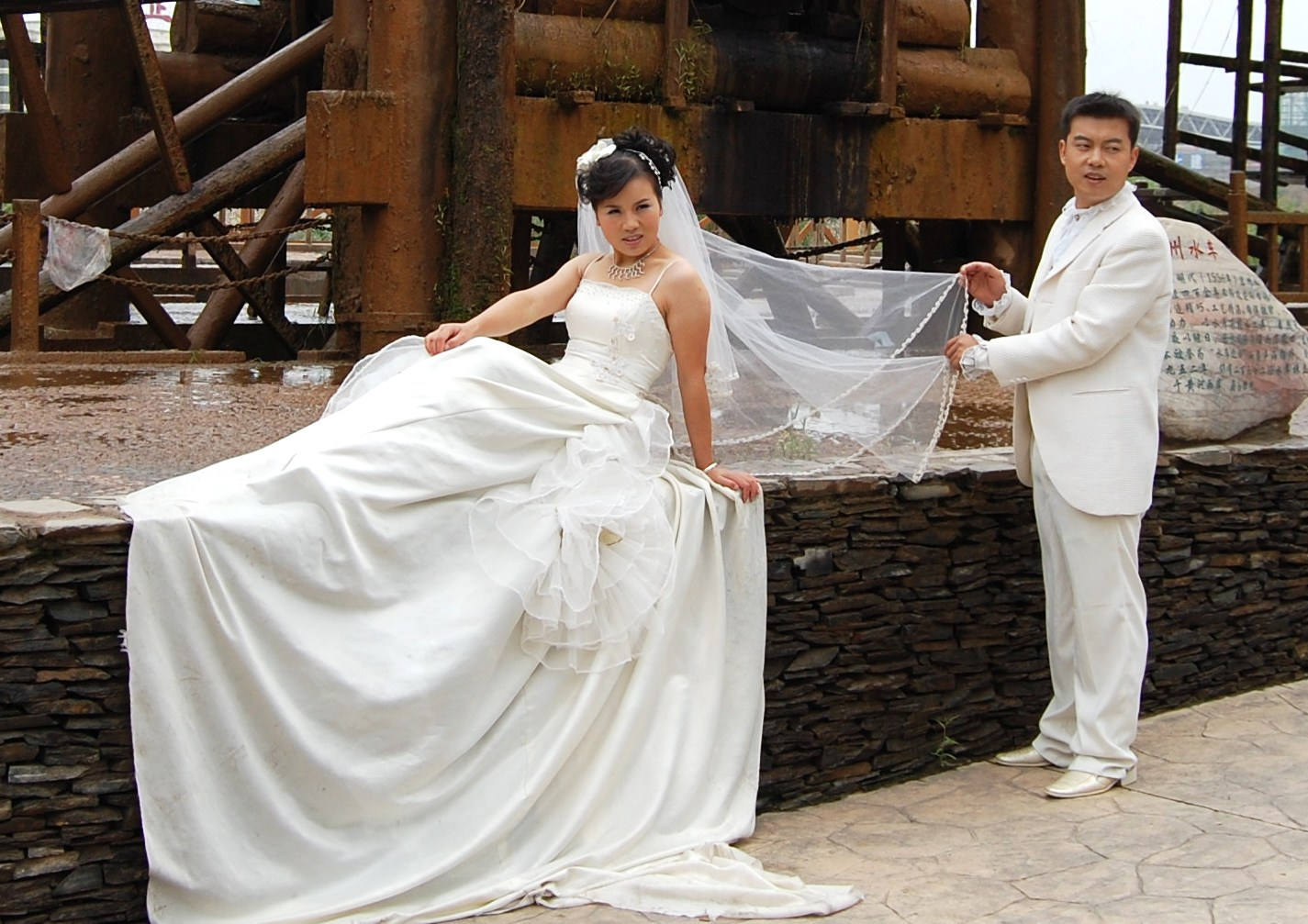
결혼에 대한 태도는 서구 국가의 영향을 받아 오늘날 더 많은 커플이 서구식 결혼식을 선택하고 있다.

## 배경
전통적으로 결혼 생활은 유교 이념의 원칙에 기반을 두고 있었다. 이 이념은 "한 지붕 아래 여러 세대를 두겠다는 중국 가족 사상"을 추구하는 결혼 문화를 형성했다. 유교는 질서와 위계를 부여하고 개인의 집단적 욕구를 충족시킨다. 결혼 생활과 평생 결혼 준비 과정에서 남녀 간의 전통적인 행동 규범을 결정하는 것은 효의 유지였다. 여성의 분리와 남성의 교육은 결혼 후 남성과 여성이 서로 다른 영역을 차지하게 되면서 두 성별을 분리하는 문화적 관행이었다.
"결혼은 가족 원로들의 거의 절대적인 통제하에 있었으며 성공을 위한 가족 전략의 중요한 부분으로 여겨졌다." 부계 계승과 조상 숭배 시스템은 딸들의 출생 가계도에 자리를 내주지 않았다. 전통적으로 신부는 남편의 가족의 일원이 되었고, 아내가 남성 후계자를 배출할 수 있는 능력에 특별히 중점을 두어 출생 가족과의 관계를 끊었다. 중매결혼이 관례였기 때문에 남편과 아내는 결혼식 당일까지 서로 만나지 않는 경우가 많았다. 결혼 생활은 송뤄자오의 『여성을 위한 논어』에 전달된 개념에 따라 남성이 가족을 부양하고 여성이 가정 내 가사를 돌보는 복잡하고 경직된 가족 구성으로 이루어졌다. 유교는 더 이상 중국에서 명시적인 신념 체계로 여겨지지 않지만, 결혼에 대한 전통적인 가정과 사상의 지속적인 유산을 만들어냈다. 따라서 결혼에서 성 평등과 여성의 성적 자율성을 달성하는 데 여전히 큰 장애물이다.  반면에 중국에서는 집값이 높을수록 결혼 생활이 압박을 받는다. 집값 상승은 결혼과 출산율에 중요한 영향을 미친다. 주택 가격 상승은 결혼율을 낮추고 중국에서 다른 심각한 사회 문제를 야기한다. 결혼과 출산율을 빠르게 낮추기 위해 중앙 정부는 높은 주택 가격에 대처할 정책을 수립해야 한다.
비록 이것들이 일반적인 한족 관습이지만, 중국의 많은 소수 민족 집단은 서로 다른 결혼 및 가족 혈통 관습을 실천한다. 예를 들어, 모세오족의 소수 민족은 모계 계승을 실천하며, 임신, 출산, 가정 양육에 이르기까지 모든 과정에서 아내와 남편이 함께 일하고 라후족의 관습에는 성별 분업이 거의 없다.
1950년대에 "다섯 좋은 가족"을 위한 정치 캠페인은 가족들에게 다음과 같은 원칙을 실천할 것을 촉구했다: (1) "남녀 간의 조화"; (2) "남녀 간의 평등"; (3) "가사의 공정성"; (4) "이웃 간의 연대"; 그리고 (5) "어르신을 기리고 아이들을 돌보는 것".

## 결혼법

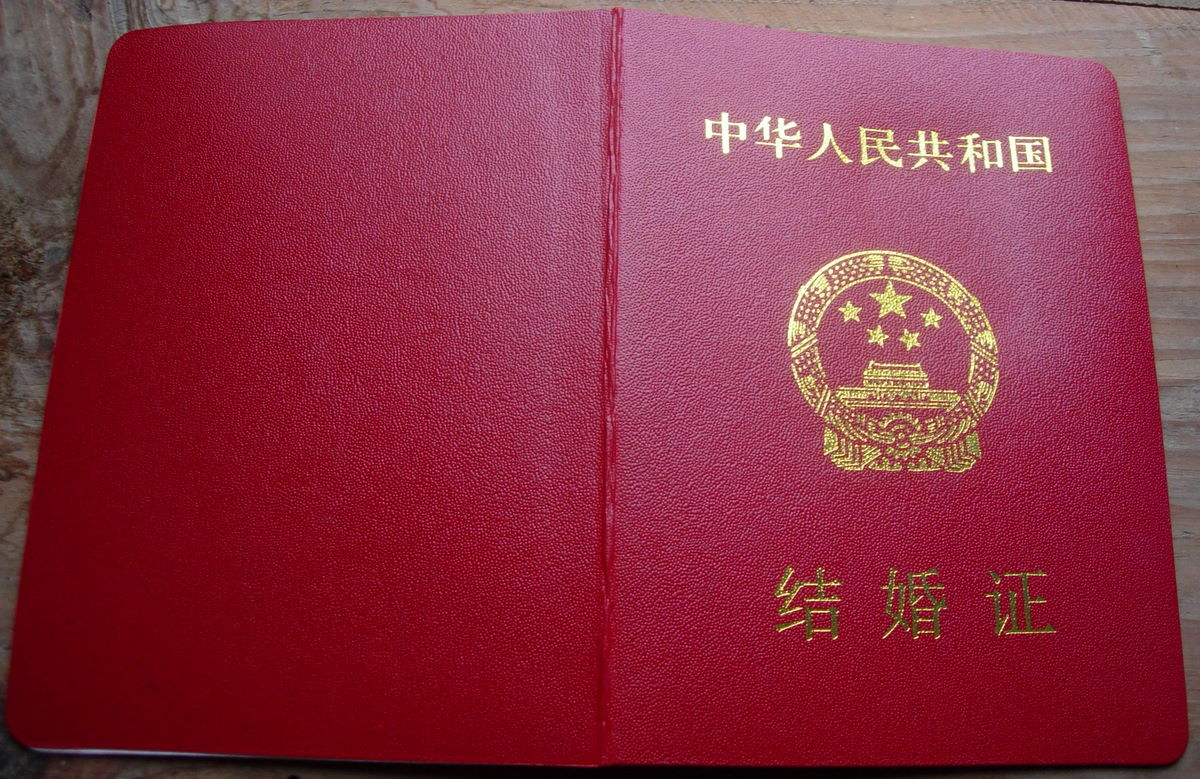
2004년에 발급된 결혼 증명서

국민정부 중국에서는 남성이 공식적인 아내를 한 명만 가질 수 있었지만, 일부다처제는 부유한 가정에서 유지되었다. 여기서 남성은 공식적인 아내와 그 아내보다 지위가 낮은 첩을 가질 수 있었다.
중화인민공화국은 건국 직후 1950년 결혼법을 통과시켰다. 한쪽 당사자가 성적으로 무력하거나 성병, 나병 또는 정신 장애를 앓고 있을 때 첩과 결혼을 금지했다. 이 법은 중매결혼을 폐지하고 아내에게 돈이나 물건을 지불하며 일부다처제와 자녀 결혼을 금지했다. 1950년 결혼법이 통과된 후 대중 캠페인은 자유롭게 선택할 수 있는 일부일처제 결혼과 공식적인 혼인 등록 원칙을 장려했다.
1980년 9월 10일, 중화인민공화국의 결혼법이 1950년 결혼법에서 개정된 법전으로 채택되었다. 1950년 결혼법은 중화인민공화국에서 결혼과 가족법을 다룬 최초의 법률 문서였다. 1980년 결혼법은 1950년 법의 동일한 형식을 따랐지만, 2001년에 개정되어 국가 가족 계획 강령을 도입하고 종합했다. 이 결혼법은 중매결혼, 남성 우월성, 자녀의 이익을 무시하는 내용을 포함한 봉건 결혼 제도를 폐지했다. 이 법은 이혼할 권리와 자유 선택 결혼도 보장했다.
이 법은 전중국여성연맹, 최고인민법원, 최고인민검찰원 등이 포함된 단체에 의해 개정되었다. 1980년 결혼법에 도입된 변화는 전통적인 결혼 구조가 현대 법적 틀로 전환되는 원칙을 나타낸다. 이 법은 개혁에서 성 평등과 가족 관계가 강조되는 조항을 중시하도록 규정하고 있으며, 일반 원칙, 결혼 계약, 가족 관계, 이혼의 네 가지 주요 하위 조항으로 나뉜다.

### 결혼에 관한 일반적 원칙
1980년 결혼법은 결혼이 배우자를 선택할 자유, 일부일처제 관행, 남녀 평등에 기반한다고 규정하고 있다. 법 제3조는 제3자가 내린 결혼 결정과 결혼 주선에 관여하는 금전이나 선물의 사용을 금지함으로써 배우자를 선택할 자유를 강조한다. 법은 또한 가족 구성원의 학대와 탈영을 금지하고 있다.
1980년 법은 또한 결혼이 제3자에 의한 강요가 엄격히 허용되지 않는 자발적인 행동이어야 한다고 명시하고 있다. 결혼 연령 요건은 남성의 경우 22세, 여성의 경우 20세이며, 1980년 법은 늦은 결혼과 늦은 출산을 장려했다. 이 법 조항은 1950년 법에서 여성과 남성의 연령 요건을 각각 18세와 20세로 설정한 것에서 변화를 보여주며, 늦은 나이에 결혼을 지지하는 국가의 지지를 보여준다.
법은 직계 친족, 직계 혈족, 사촌이나 삼촌과 같은 담보 친족 간의 혼인을 3차 관계까지 금지하고 있다. 또한 혼인신고를 하고 결혼 증명서를 발급받은 후 신혼부부는 원할 경우 서로의 가족 구성원이 되는 것을 자유롭게 선택할 수 있으므로 중국 여성의 전통처럼 한 가족을 선택하고 다른 가족을 버릴 의무가 없다.
인류학자들은 종종 1980년 결혼법을 결혼이 점차 정서적 유대와 낭만적 사랑의 틀에 더 집중하게 되는 중요한 전환점으로 꼽는다.
1980년 결혼법은 출산 계획을 국가의 의무로 규정했다.
1980년 법은 1950년에 엄격하게 금지되었던 첩을 비범죄화하고 있다. 일부 변호사들은 1980년대 초부터 슈가베이비 활동이나 첩이 다시 번성하기 시작했다고 믿고 있다.
2001년 결혼법 개정안 제3조는 결혼한 사람이 다른 이성과 동거하는 것을 다시 금지하고 있다.

### 가족 관계
결혼법의 이 섹션은 남성과 여성이 가정에서 동등한 지위를 가지며, 각자가 원한다면 자신의 성을 사용할 권리가 있다고 명시하고 있다. 또한 두 사람 모두 일을 하고, 사회에 참여하며, 상대방이 이러한 선택을 추구하는 것을 제한할 수 없는 교육을 추구할 자유가 있다. 이 법은 부부 간의 결혼 계획도 강조한다. 유아 살해나 영아에게 심각한 해를 끼치는 등 자녀에 대한 학대는 금지된다. 결혼 중 얻은 재산은 남편과 아내 모두에게 속하며, 두 사람 모두 그러한 재산에 대해 동등한 권리를 갖는다. 가족 관계에는 서로를 부양하고 도울 의무, 부모는 자녀를 부양할 의무, 성인 자녀는 부모를 돌볼 의무가 있다. 이 조항은 "자녀가 고령의 부모를 돌봐야 할 의무를 강조한다." 여성은 이제 시댁 식구들에게 순종하거나 봉사할 필요가 없으며, 결혼한 부부는 더 친밀한 관계를 맺을 수 있다.
자녀는 부모의 성을 선택할 자유가 주어지며 부모에게 적절한 보살핌을 요구할 권리가 있다. 혼외로 태어난 자녀는 부부 사이에서 태어난 자녀와 동일한 권리를 가지며, 아버지는 그 자녀를 부양할 의무가 있다. 입양은 합법적이며 입양된 자녀와 부모 사이에는 생물학적 자녀와 동일한 권리가 적용된다.
입양된 자녀와 친부모 간의 권리는 자녀가 입양된 후 무효가 된다. 의붓자녀는 학대받지 않아야 하며 부모와 자녀 간의 동일한 관계에 대한 권리를 가져야 한다. 조부모는 부모가 사망한 손자를 돌볼 의무가 있고, 손자는 자녀가 사망한 조부모를 돌볼 의무가 있다. 고아가 된 어린 형제자매를 돌볼 수 있는 형들은 형제자매를 부양할 의무가 있다.

### 이혼
이혼은 남편과 아내가 원할 때 허용될 수 있다. 이혼을 신청하고 이혼 증명서를 발급받을 수 있도록 자녀와 재산에 대한 준비를 해야 한다. 한쪽 당사자가 시작한 이혼은 인민법원에 회부되어야 하며, 화해가 불가능할 때 승인될 것이다. 이 법은 또한 이혼이 부모의 관계를 끊지 않으며 그러한 관계를 유지해야 한다고 명시하고 있다.
2020년 민파디안(민법)은 민사국에서 처리하는 분쟁 없는 이혼에 대해 30일간의 "숙고 기간"을 도입했다. 이 규칙은 법원에서 처리하는 분쟁 이혼에는 영향을 미치지 않는다. 그러나 사법 시스템은 정기적으로 초기 청원을 거부하는 것으로 알려져 있다. 한 극단적인 경우, 후난 여성인 Ning Shunhua v. Chen Dinghua 는 도박을 하는 남편과 이혼하기 위해 다섯 건의 청원서를 제출했다.

## 이혼법
중국의 이혼법은 중국 사회 및 문화 규범의 진화를 반영하여 역사적으로 상당한 변화를 겪어왔다. 중국의 이혼은 최소 2,000년 전부터 존재해 왔지만, 이혼할 권리는 주로 남성에게 주어졌다. 역사적으로 남성이 아내를 거부할 수 있는 근거는 간통, 불임, 부모에 대한 불복종 등 7가지였다. 반면 여성은 이러한 거부를 방지할 수 있는 근거가 3가지에 불과했다. 가장 극단적인 경우 여성은 도망치거나 자살해야만 결혼에서 벗어날 수 있었다.

### 제국 시대
제국 시대에는 이혼법이 더욱 성문화되고 제한적으로 바뀌었다. 청나라 정부는 이혼을 규제하는 엄격한 규칙을 시행했다. 예를 들어, 부부는 불륜과 같은 정당한 이혼 사유가 필요하며, 부부는 가족과 정부의 승인을 받아야 한다. 남성은 부적절한 행동(가십, 질투, 간통, 절도, 사돈에 대한 충성심 부족), 질병 또는 아들을 낳을 수 없다는 이유로 청나라 법전에 따라 아내와 이혼할 수 있다. 이러한 권리는 생가가 소송을 제기할 의사가 있는 경우에만 남편과 이혼할 수 있는 아내가 공유하지 않았으며, 남편이 남편을 포기하거나 지속적인 신체 손상을 입히거나 판매를 시도하거나 간통을 강요한 경우에만 공유되었다. 실제로 청나라 말기에는 이혼이 극히 드물었고 사회적 배척을 초래할 수 있었다.

### 공화주의 시대
공화정 시대에는 보다 자유로운 이혼법으로의 전환이 있었다. 1930년, 정부는 가족 승인 요건을 폐지하고 열 가지 이유로 일방적인 이혼을 허용하는 가족법을 통과시켰다. 그러나 이혼은 여전히 사회적 낙인이 지속되어 상대적으로 드물었다.
새 법은 첩을 가족 구성원으로 취급하여 첩을 더 잘 보호했지만, 남성이 첩을 갖는 것은 사회적으로 덜 받아들여졌다. 새로운 법에 따라 첩을 맞이하는 것은 사실상 간통으로 간주되었다. 그 결과 아내는 1931년 5월 민법이 시행된 후 남편이 첩을 데려간 경우 이혼을 청구할 수 있었지만, 그 이전에 첩이 있었다면 이혼을 청구할 수 없었다. 아내는 남편에게 첩을 버리도록 강요할 수는 없었지만 이혼 대신 사법적 별거를 선택할 수 있었다. 이렇게 하면 남편과 함께 살 필요도 없고 이혼녀라는 사회적 낙인에 직면하지도 않았다.
일본군이 중국을 침공했을 때 일본의 통제하에 있던 도시들에서 이혼 소송이 증가했다. 많은 남성들이 사라지고 재정적 지원 없이 가족을 떠났다. 1942년 베이징의 여성들은 전체 이혼 소송의 77%를 제기했으며, 이 중 절반 이상이 탈영을 이유로 들었다. 법정에서 여성들은 일자리를 찾기 위해 집을 나섰지만 실종되거나 돈을 돌려줄 수 없어 아내들이 자신과 자녀를 부양하기 위해 고군분투하는 사연을 공유했다. 국민당 군인의 아내들은 일본 전선을 넘나들며 의사소통을 하거나 송금을 할 수 없는 남편들과 오랜 이별에 직면했다. 그럴 수 있더라도 국민당 군대에 입대한 남성들의 낮은 임금은 이를 어렵게 만들었을 것이다. 이러한 상황에서 법원은 아내에게 이혼을 허가하는 경향이 있었다.

### 1981년 이전의 중화인민공화국(PRC)
1949년 중화인민공화국이 수립된 후 중국 공산당은 1950년에 결혼법을 제정했다. 이 법은 부부가 모두 이혼에 동의하면 이혼할 수 있도록 허용했지만, 동의하지 못하면 중재를 시도하고 궁극적으로 법원에 가서 결정을 내려야 했다. 또한 이 법은 남편은 아내가 임신 중이거나 최근에 임신한 경우 이혼하는 것을 금지하고 군인의 배우자가 군인의 이혼 허가를 받아야 이혼을 할 수 있도록 규정했다. 1950년 결혼법의 주요 목표는 1949년 이전까지 중국에서 지속된 봉건적인 결혼 제도를 폐지하는 것이었다. 1950년경 또 다른 발전은 여성에게 토지 소유권을 부여하여 더 많은 재정적 자율성을 확보할 수 있도록 한 토지 개혁이었다. 이혼과 토지 소유권에 관한 이러한 변화로 인해 더 많은 여성이 이혼을 신청하게 되었다. 그 결과 이혼이 새로 도입된 법률 중 가장 논란이 많고 두려운 측면으로 떠오른 이후 결혼법은 "이혼법"으로 알려지게 되었다. 통계에 따르면 결혼법이 시행된 후 이혼 사례가 기하급수적으로 증가했다. 21개 대도시와 중소도시에서는 1950년 1월부터 4월까지 9,300건의 이혼 청원이 있었다. 같은 해 5월부터 8월까지 17,763건의 이혼 청원이 있었다.
결혼법은 많은 도시 여성들에게 환영받았지만, 중국 농촌 가정에서는 강하게 저항했다. 그들은 결혼의 해체를 이 법의 결과로 보고 정부와 함께 이 법에 반대하기 시작했다. 문화대혁명 기간 동안 중국의 이혼율이 크게 감소했는데, 이는 주로 법원이 이혼을 허용하는 데 있어 매우 제한적이었기 때문이다. 법원이 이혼을 허용하는 몇 안 되는 이유 중 하나는 박해받는 사람을 가족과 분리하는 것이었다. 이는 한 사람이 정치적 대상, "반혁명자"로 간주되거나 문화대혁명과 관련된 다른 이유로 박해를 받을 경우, 법원이 그 사람을 배우자 및 자녀와 거리를 두기 위해 이혼을 허용한다는 것을 의미한다. 이러한 이혼의 의도는 한 가족 구성원에 대한 박해가 전체 가족에게 심각한 결과를 초래할 수 있기 때문에 가족을 결사적 죄책감으로부터 보호하기 위한 것이었다.

### 1981년 결혼법 이후
1981년 결혼법은 이혼 절차를 합법적으로 추진했다. 이 법은 이혼에 대한 새로운 기준인 애정의 소외를 추가했다. 마오쩌둥 시대에는 이혼 청원이 종종 긴 조정 절차와 심지어 부부가 함께 지내야 한다는 공식적인 압박으로 이어졌다. 그러나 새로운 법에 따라 조정이 실패하면 법원은 이혼을 허가하도록 지시받았다. 또한 이 법은 현재 중국에서 세 가지 형태의 이혼을 명시하고 있다:
1. 상호 합의에 의한 이혼. 이러한 유형의 이혼은 법원이 아닌 민사 부서에서 관리하며 신청자에 대한 수수료는 포함되지 않는다. 이 경우 승인된 이혼은 결혼 증명서가 철회되고 이혼 증명서가 발급된 것을 의미한다.
2. 법원의 조정에 의한 이혼. 이러한 유형의 이혼은 두 가지 결과를 초래할 수 있다. 조정이 부부 간의 갈등을 해결하는 데 성공하면 이혼 신청이 철회된다. 반면 조정이 실패하면 법원은 판결과 동일한 법적 가치를 지닌 조정 이혼 증명서를 발급한다.
3. 인민법원에 항소하여 이혼한다. 이러한 유형의 이혼은 한쪽 당사자가 이혼을 원하지만 다른 쪽 당사자가 동의하지 않는 경우 발생한다. 법원이 부부가 서로에 대한 사랑을 잃었고 관계가 회복 불가능하다고 판단하면 법원 판결에 따라 이혼을 허용하여 결혼을 완전히 해산한다.[34]

이론적으로 1981년 결혼법은 한쪽 당사자만 이혼을 신청하는 경우 이혼을 더 쉽게 할 수 있다. 그러나 문화적 규범으로 인해 이혼은 대부분 최후의 수단으로 간주되며, 이혼을 신청하는 부부는 소송이 민사부에 도달하기 전에 여러 당사자가 이를 거부한다. 도시 지역에서는 노동부, 주민위원회, 지역 간부들이 모두 나서서 부부의 재결합을 돕는다. 농촌 지역에서는 이혼 조정 과정이 여성 청원자에게 불이익을 주는 경향이 있었다. 중재자는 종종 남편의 가족 구성원으로 구성되며 아내를 비난하거나 아내가 결혼 생활에 남기도록 설득한다. 공식 통계에 따르면 1982년에는 전체 이혼 예정자의 약 25%가 법정에서 조정을 받은 후 화해한 것으로 나타났으며, 이는 "성실한 조정이 가족의 해체를 막을 수 있다"는 정부의 견해를 반영한다.
21세기 중국의 이혼율은 특히 도시 지역에서 꾸준히 증가해 왔다. 전체 이혼 사례 중 70%가 여성이다.(p. 248) 이는 부분적으로 중국의 경제 성장에 기인한다. 더 많은 여성이 교육을 받고 있으며 이혼에 대한 사회적 낙인이 덜 심각해지고 있다. 이혼이 더 많은 또 다른 이유는 2001년에 결혼법 개정으로 이혼 후 경제적 손해배상과 같은 구제책이 포함되었기 때문이다.
2003년 이혼법은 이혼 전 조정의 요건을 제거했다.(p. 249)

### 숙려 기간
잠재적인 인구 감소를 우려한 정부는 사회 안정을 위해 새로운 이혼 정책을 시행함으로써 이혼 증가 추세에 대응하고 있다. 2021년 정부는 민법 1077에 새로운 조항을 추가했으며, 이는 나중에 의무적인 숙려 기간이라고 불린다. 이혼을 신청하는 부부는 신청서를 제출한 후 30일 동안 기다려야 한다. 이 기간 동안 배우자 중 한 명은 청원을 철회할 수 있다. 명시된 30일의 대기 기간이 끝나면 부부는 다시 한 번 직접 이혼 신청서를 제출하여 법적으로 결혼을 종료해야 한다. 중국 당국의 이 조항에 대한 주장은 '강제적' 이혼을 방지하고 가짜 이혼을 통해 주택 구매 한도를 벗어나려는 부부를 막기 위한 것이다. 주택 구매 한도 탈출은 부부가 가짜 이혼을 통해 규제의 허점을 악용하여 각자의 이름으로 추가 부동산을 구매할 수 있도록 하는 관행을 말한다. 이 전략은 개인이나 가족이 소유할 수 있는 재산 수에 대한 정부의 제한을 우회하는 데 사용된다. 숙려 기간은 2021년 1분기에 기록된 이혼 건수가 296,000건에 달한다고 민정부가 보고했기 때문에 이혼율을 낮추는 데 효과적인 것으로 나타났다. 이는 전년 마지막 분기에 등록된 106만 건의 이혼보다 72% 낮은 수치이다.
민법 제1077조의 신설 조항은 다양한 반응을 불러일으켰다. 일부 언론은 법안이 공표되기 전인 2019년 12월, 이혼 숙려제 도입에 대한 찬반 여론조사를 진행했다. 인민일보에 따르면 총 208,600명이 투표에 참여하였으며, 이 중 명확한 찬성 의견을 밝힌 인원은 57,800명(27.7%)에 불과하였고, 117,000명(55.6%)은 반대 의견을 표명했다. 2020년 5월, 법률 초안이 공개된 직후 해당 사안은 사회적 담론의 중심에 섰으며, 틱톡, 웨이보, 위챗 모멘츠, 치우존(Qzone) 등 다양한 국내 소셜미디어 플랫폼에서 주목을 받았다. 많은 중국 시민들은 이혼 숙려제에 대해 여러 반대 의견을 제시했다. 예컨대, 입법자들이 이혼 의사를 비이성적인 결정으로 ‘가정’했다는 점에서, 이를 독선적이며 가부장적인 개입으로 간주하는 시선이 존재했다. 결혼과 같은 고도로 개인적인 관계에 있어 그 관계의 질을 판단할 권리는 당사자에게만 있다는 주장이 제기되었다.
중국에서는 2020년 말 이혼 숙려제 시행을 앞두고 많은 부부가 서둘러 이혼 절차를 밟았다. 일부 사람들은 숙려제가 이혼을 먼저 요구하는 쪽, 즉 역사적으로 결혼 관계에서 취약한 위치에 있었던 여성들에게 불리하게 작용할 수 있다는 우려를 제기했다. 또한, 이 제도가 여성들을 가정폭력이나 심지어 배우자에 의한 살해로부터 더욱 취약하게 만들 수 있다는 주장도 제기되었다. 예를 들어, 칸 샤오팡(Kan Xiaofang)은 남편으로부터 오랜 기간 가정폭력을 당해왔으며, 2021년 이혼을 신청했다. 설 연휴 기간 그녀는 필요한 물품을 챙기고 이혼 절차를 계속 진행하기 위해 본가로 돌아갔다. 그녀의 언니는, 집 입구 근처에서 도끼를 발견했을 때 칸이 남편이 자신을 죽이려는 것 같다고 말했다고 전했다. 1월 8일, 칸 샤오팡은 이혼 소송이 끝나기 전에 남편에게 잔혹하게 살해되었다. 이 사건은 이혼 숙려제에 대한 또 다른 사회적 논의를 촉발시켰다. 시민들은 가정폭력을 겪는 여성에 대한 실질적인 보호 없이 이혼 절차를 더 복잡하고 지연되게 만드는 것이 비극적인 결과를 초래할 수 있다고 주장했다.
인디애나대학교의 연구에 따르면, 이혼을 신청한 여성의 80%가 가정폭력의 증거가 있음에도 불구하고 처음 신청에서 기각된 것으로 나타났다.

## 결혼 제도 개혁

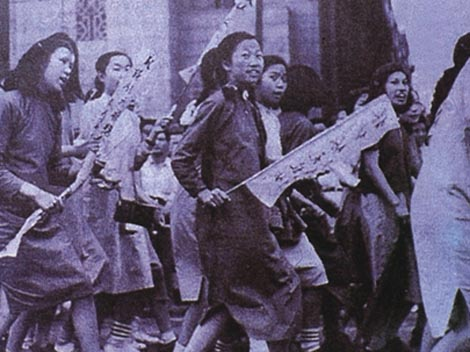
중국의 여성 학생들은 5월 4차 운동의 일환으로 시위를 벌였다.

중국의 여학생들이 5·4 운동의 일환으로 시위에 참여했다. 오늘날의 결혼은 20세기에 일어난 여러 혁명적, 페미니즘 운동의 영향을 받았다. 이러한 개혁은 여성과 가족을 중심으로 이루어졌다. 예를 들어, 전족을 폐지하려는 노력, 여성의 교육권 확보 운동, 여성의 노동시장 진입을 촉진하는 캠페인 등은 모두 기혼 여성의 전통적인 성 역할에 도전한 변화들이었다. 그러나 실제로는 대부분의 가사노동을 여성이 담당하고 있으며, 여전히 남편과 가족을 우선시해야 한다는 기대가 존재한다. 특히 노동계층의 여성은 가족을 부양하기 위한 임금 노동과 더불어 대부분의 가사노동을 병행해야 하는 이중 부담을 겪고 있다. 5·4 운동은 남성과 여성이 공공장소에서 자유롭게 교류할 수 있어야 하며, 결혼은 진정한 사랑에 기반한 자유로운 선택이어야 한다고 주장하였다. 이러한 배우자 선택의 자유는 1950년 제정된 혼인법에 명문화되었으며, 이 법은 중매 결혼 및 강제 결혼을 불법화했다.
결혼 관행의 중요한 변화는 새롭게 수립된 공산정부로부터 시작되었다. 정부는 1950년과 1980년에 새로운 법률을 제정하였으며, 이 중 혼인법은 첩의 존재, 조혼, 일부다처제, 자녀를 결혼이나 성매매를 목적으로 매매하는 행위를 금지했다. 재산 소유권의 변화 또한 남성과 여성 간의 결혼 관계에 큰 영향을 미쳤다. 예를 들어, 해당 법률에 따라 여성도 재산을 소유하고 상속받을 수 있게 되었다. 또한, 한 자녀 정책과 같은 법률은 기혼 부부의 가족 구조와 출산 패턴에도 영향을 미쳤다.
혼인법은 또한 결혼 연령을 제한하여 결혼 연령을 높이려는 목적을 가지고 있었다. 그러나 이 법은 오히려 역효과를 낸 것으로 보이며, 법 시행 이후 부부의 평균 결혼 연령이 낮아지는 현상이 나타났다. 1978년 여성의 평균 초혼 연령은 농촌 지역에서 22.4세, 도시 지역에서 25.1세였으나, 1980년 혼인법 제정 이후 10년 동안 이 연령은 평균 21.0세로 감소했다.
20세기 중반에는 혼수나 신부 값과 같은 결혼 관련 금전적 관행이 점차 줄어드는 양상을 보이기도 하였다. 그러나 최근의 보고에 따르면 이러한 관행은 일부 지역에서 여전히 존재하며, 오히려 정부가 해당 관행에 대한 강력한 규제를 완화하면서 그 빈도가 다시 증가하고 있는 것으로 나타났다.
2017년 1월, 구이저우성 카이리시 당국은 사치스러운 결혼식 문화를 억제하기 위해 재혼하는 사람들의 결혼 피로연을 금지하는 새로운 규정을 발표했다. 한 번의 결혼을 위해 여러 차례 연회를 열거나, 여러 장소를 사용하는 행위 또한 금지되었다. 예식 당사자들이 피로연을 개최하고자 할 경우, 두 사람 모두 과거 혼인 이력이 없음을 확인하기 위해 지방 정부 사무소에 등록해야 한다.
2018년 12월, 중국 민정부는 결혼 문화 개혁 회의에서 결혼식을 호화롭게 치르기보다는 "핵심 사회주의 가치관과 우수한 중국 전통문화를 결혼과 가정 건설에 통합하고, 특히 혼인과 가정 건설에 있어 시진핑 신시대 중국 사회주의 사상을 실현해야 한다"고 명령했다.

## 동성 결혼
오늘날 중국에서는 동성 간의 결합이 법적으로 인정되지 않는다. 동성 간의 관계는 중국의 오랜 역사 속에 존재해왔지만, 현대에 들어서면서 "동성 간 성적 욕망에 대한 문화적 관용이 점차 사라지기 시작했다". 1949년 이후의 근대화 과정에서는 성(sexuality)이 사회주의 운동에서 배제되었고, 1956년에 이르러 구체적인 정책이 시행되면서 동성애 행위는 "풍기 문란"으로 간주되어 형법에 따라 처벌되었다.
1984년부터 국가는 더 이상 동성애를 범죄로 처벌하지 않았지만, 동성애는 정신질환으로 분류되었다. 이후 동성애는 더 이상 정신질환으로 분류되지 않게 되었다. 그러나 동성애자는 독신자나 이혼자보다도 더 큰 사회적 낙인을 감내해야 했다. 이러한 낙인에도 불구하고, 중국 내에서는 다양한 지역의 ‘라라(lala)’ 커뮤니티가 형성되었고, 이는 비규범적인 성정체성과 젠더 정체성의 가시성을 높이는 데 기여했다. 그럼에도 불구하고 이성애적 가족과 결혼은 여전히 공적인 사회 통제의 수단으로 작용하며, 많은 여성이 이성애 결혼을 강요받는 현실에 놓이게 했다. 이러한 이유로, 최근 몇 년 사이에는 동성애자가 동성 간의 연애를 지속하면서도 결혼을 위해 이성의 파트너를 찾을 수 있도록 돕는 모바일 앱과 소셜 미디어 네트워크가 개발되었다.

## 부모의 개입

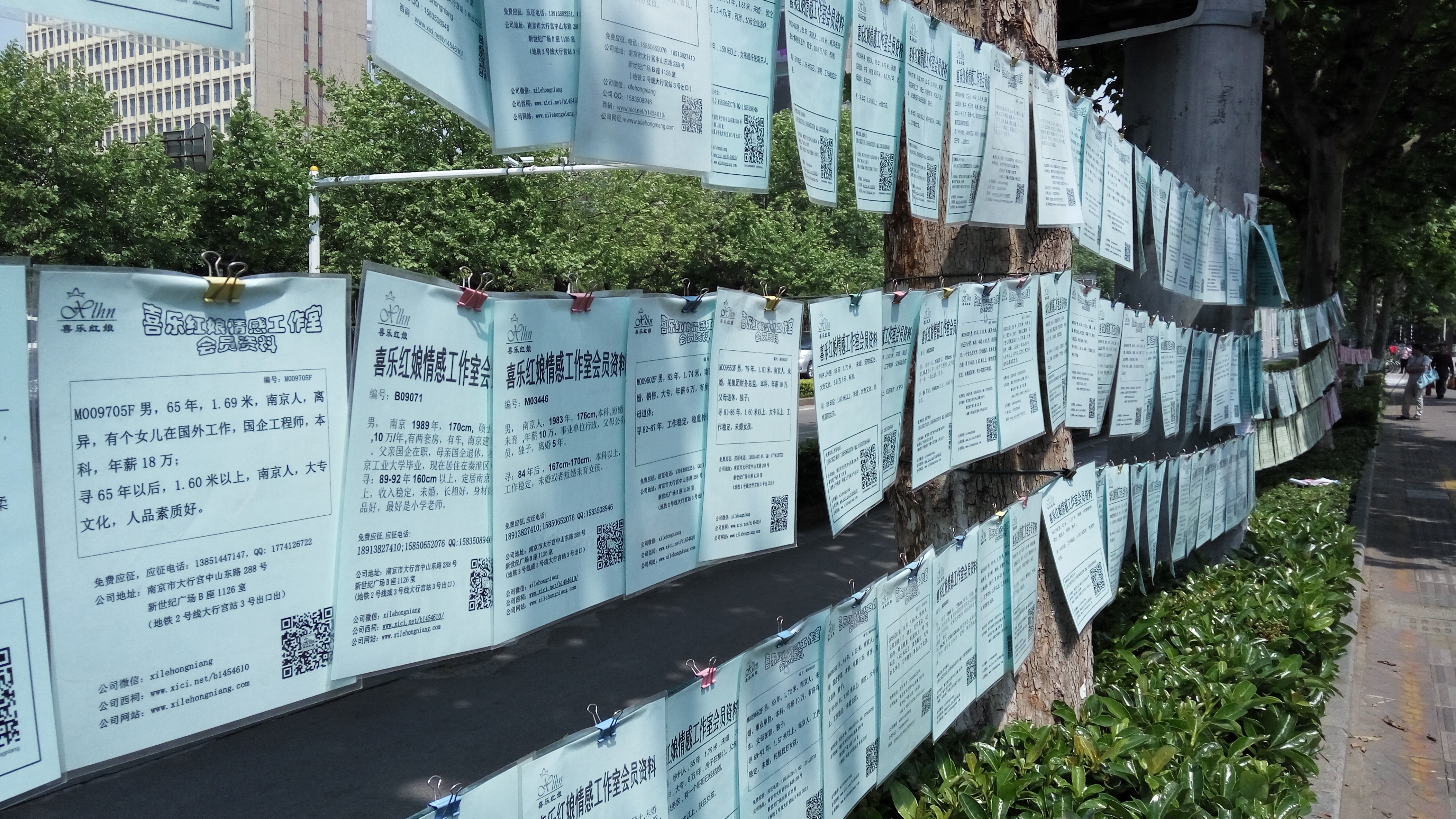
중국 난징시에서는 부모들이 자녀 모르게 결혼 상대를 찾아주기 위해 미혼 자녀의 나이, 자산, 학력 등을 상세히 기재한 광고를 게재하는 사례가 나타났다.

전근대 중국에서는 결혼 결정이 전통적으로 부모에 의해 중매인의 도움을 받아 이루어졌으며, 자녀의 운명은 어린 시절부터 정해졌다. 20세기의 개혁과 혼인법의 시행 이후 이러한 관행은 법적으로 금지되었다. 법적으로 결혼 여부는 남성과 여성 개인이 자유롭게 배우자를 선택할 수 있는 권리에 속하게 되었다.
1930년대와 1940년대에는 대부분의 결혼이 당사자의 부모에 의해 결정되었다.(p. 70) 부모나 윗세대가 누구와 결혼할지를 비롯해 결혼식에 들어가는 비용까지 모든 것을 결정했다.

### 중매 결혼
연구에 따르면, 혼인법의 시행이 부모에 의한 중매 결혼 관행을 완전히 중단시키지는 못했지만, 그 방식에는 분명한 변화가 나타났다. 지난 50년간의 자료에 따르면, 중국 전역 대부분 지역에서 결혼 결정에 대한 부모의 개입이 점차 줄어들었다는 사실이 확인되었다.
오늘날 중국에서 부모가 자녀의 결혼 결정을 전적으로 통제하는 경우는 드물지만, 부모의 개입은 다른 형태로 계속되고 있다. 배우자 후보를 소개하거나 결혼에 대한 조언을 제공하는 방식으로 개입이 이루어지고 있다. 중국 문화에서 가족은 매우 중요한 제도로 여겨지며, 부모는 더 이상 절대적인 권한을 갖고 있지는 않지만 여전히 자녀의 결혼 결정에 큰 영향을 미치고 있다. 결혼은 현재의 가족만이 아닌, 선조에게 예를 표하는 방식으로 세대를 초월해 존재하는 가계로 인식되기 때문에 부모에게 중요한 문제로 여겨졌다. 또한 여성은 일반적으로 자신보다 경제적으로 우위에 있는 남성과 결혼해야 한다는 ‘하이퍼가미(hypergamy)’ 관행의 기대를 받는다. 따라서 결혼은 가족 전체에 이익이 되는 방식으로 작용했다.

### 기혼 자녀와의 동거
결혼 결정 외에도 부모는 자녀의 결혼 생활에 거주 형태를 통해 관여하기도 했다. 현재는 많은 부부가 별도의 거주지를 갖고 있지만, 부모와 자녀의 거주 형태는 상황에 따라 달라졌다. 기혼 자녀와 부모가 함께 사는 경우는 부부의 육아 필요, 부모의 사별, 부모의 건강 상태 등 인생의 여러 단계에서 다양한 요인에 따라 달라졌다.

## 결혼 형태의 종류

### 나체 결혼 (luǒhūn)
나체 결혼(裸婚, luǒhūn)은 뚜렷한 자산 없이 결혼하는 부부의 수가 증가함에 따라 2008년에 등장한 중국의 신조어였다. 이 결혼 형태는 ‘5무(無)’로 표현되는데, 이는 반지 없음, 결혼식 없음, 신혼여행 없음, 집 없음, 차 없음 등을 의미했다. 이 같은 방식은 신랑이 예비 신부를 위해 새로운 집을 마련하거나, 최소한 양가 가족이 손주를 위한 물질적 기반을 제공해야 한다는 전통을 위반하는 것이었다. 그러나 결혼이 법적 효력을 가지려면, 결혼법에 따라 정부에 혼인신고를 해야 한다. 나체 결혼은 또한 신랑 측 가족이 결혼식에 드는 막대한 비용을 절감할 수 있게 해주었으며, 평균 결혼 비용은 지난 30년간 4,000배 이상 증가한 것으로 추산되었다.

### 번개 결혼 (shǎnhūn)
번개 결혼(闪婚, shǎnhūn)은 최근에 등장한 중국의 신조어로, 한 달 미만의 기간 동안 서로를 알게 된 파트너들 간의 결혼을 뜻한다.. 일부 경우, 이러한 결혼은 중국의 대도시에서 변화하는 로맨틱 사랑에 대한 태도를 나타내기도 한다. 또 다른 경우에는 급등한 부동산 가격으로 인해 빠른 결혼이 경제적으로 더 유리하다는 판단에서 비롯된다. "번개" 결혼은 또한 부모의 압박으로 빠르게 결혼해야 한다는 부담을 느낀 일부 커플들에 의해 이루어지기도 한다. 그러나 "번개" 결혼은 결혼 후 개인적인 습관을 서로 알지 못한 상태에서 결혼하게 되어 부부가 서로 적응하지 못해 이혼으로 이어지는 경우가 많다.

### 노처녀 (Shèngnǚ)
최근 몇 년간, 셩뉘(剩女) 또는 "노처녀"라는 개념은 여성들이 더 일찍 결혼하도록 압박하기 위해 국가 언론과 정부에 의해 만들어졌다. 국가 언론은 종종 여성이 결혼을 일찍 하지 않은 것을 후회하는 내용의 기사를 다루며, 늦은 나이에 결혼했을 때의 결과를 강조한다. 이러한 "남은 여자"들은 직장에서 성공을 거두었음에도 불구하고 전통적인 아내 역할을 따르지 않았다는 이유로 비정상적이고 여성스럽지 않다는 낙인을 찍히게 된다.
현재 중국에서는 남성보다 여성의 수가 많고, 모든 연령대의 여성들이 남성들보다 결혼할 가능성이 더 높다. 따라서 이는 중국의 장기적인 인구 성장 및 노동 가능 연령 인구 수에 영향을 미칠 것이며, 이러한 이유로 정부는 여성들이 더 일찍 결혼하도록 설득할 필요가 있다고 보고 있다.
1980년대 개혁 개방 이후, 점점 더 많은 여성들이 대학 학위를 보유하게 되었으며, 졸업 후 결혼생활에 "얽매이는" 것을 꺼리고, 더 많은 여성이 직업 중심의 삶을 선택하고 있다. 또 다른 동향은 역(逆) 초혼으로, 남성들이 자신보다 더 어린 여성을 선호하고, 여성의 소득은 자신보다 낮으며, 여성의 배경이 자신보다 "낮은" 경우를 선호하는 경향이다.
"노처녀"라는 미디어 개념은 특히 대학 교육을 받은 딸들이 20대 이후 결혼을 미룬 부모들에게 새로운 불안을 심어주었다. 이로 인해 많은 부모들이 자녀의 결혼 상대를 찾기 위해 노력하게 되었으며, 중국의 대부분의 대도시에서는 소개팅 코너가 생겨났다. 이러한 소개팅 코너에 등장하는 대부분의 후보자는 여성으로, 결혼 파트너를 찾는 데 있어 남성이 여성보다 더 많다는 인식을 강화한다. 이 여성들은 부모의 기대를 충족시키려는 욕망과 자율적이고 로맨틱한 사랑을 경험하려는 욕망 사이에서 갈등을 느낀다. 또한, 이들은 직업 여성들의 "이중 부담"을 극복하고 사회 현실에서의 성 역할 규범을 변화시키려는 욕망을 표현한다. 따라서 비록 중매결혼이 공식적인 국가 정책에 위배되지만, 부모들은 여전히 자녀에게 가족에게 유리한 결혼을 형성하도록 영향력과 압박을 가하는 방법을 찾고 있다.

## 결혼 압박 (Cui Hun)
Cui Hun (催婚)은 중국에서 부모와 친척들이 미혼인 자녀에게 결혼을 강요하는 흔한 현상으로, 특히 여성들에게 더 많이 발생한다. 중국에서 대부분의 부모들은 자녀가 30세 전후에 결혼하기를 바란다. 보통 부모들은 자녀가 미혼 상태일 때 불안과 걱정을 느끼며, 그들에게 데이트할 사람을 소개해주려고 한다. 가장 일반적인 방법은 친척과 친구들에게 적합한 결혼 상대를 찾아달라고 부탁하는 것이다. 또한, 부모들은 소개팅 코너에 가거나 결혼 상대를 찾는 광고를 게시하는 방법을 사용한다. 이 현상은 여성의 결혼 및 관계 상태가 그들의 성공에 영향을 미친다는 이념과 관련이 있다. 2016년, 국가 발전을 위한 공산당 산하의 '다음 세대 돌봄 위원회'는 25세에서 35세 사이의 사람들 중 86%가 부모로부터 결혼을 강요받았다고 조사했다.
세대 간 결혼에 대한 가치관 차이가 존재한다. 첫째, 많은 구세대들은 여성은 23세, 남성은 25세에 결혼하는 것을 이상적인 나이로 본다. 특히 여성은 20대 후반 이전에 결혼해야 하며, 그렇지 않으면 "생녀(剩女)" 즉, "남은 여성"이라는 불명예를 얻게 된다. 그러나 많은 젊은 여성들이 교육과 경력을 추구함에 따라, 첫 결혼 연령은 점차 늦어지고 있다. 예를 들어, 2005년 상하이에서의 평균 첫 결혼 연령은 여성 24.37세, 남성 26.68세였다. 그러나 2014년에는 여성 28.14세, 남성 30.11세로 증가했다. 2021년 공산주의 청년단의 보고서에 따르면, 도시 거주 젊은 여성의 44%는 결혼할 의향이 없다고 밝혔다.(p. 178)

## 관련 자료
- 중국의 결혼
- 중국의 유령 결혼
- 주혼
- 조혼 입양혼
- 5·4 운동
- 중국의 신결혼법
- 백업 파트너
- 결혼 적령기가 지난 미혼 여성(Sheng nü)
- 모쒀족
- 상하이 레즈비언(Shanghai Lalas)
- 중국의 동성애 인정
- 중매 결혼

## 참고 자료
1. ↑  Kam, Lucetta Yip Lo (2013년 3월 1일). 《en: Shanghai Lalas: Female Tongzhi Communities and Politics in Urban China》 [kr: 상하이 라라스: 도시 중국의 여성 동지(同志) 공동체와 정치]. doi:10.5790/hongkong/9789888139453.001.0001. ISBN 978-988-8139-45-3.
2. ↑  Kam, Lucetta Yip Lo (2013년 3월 1일). 《en: Shanghai Lalas: Female Tongzhi Communities and Politics in Urban China》 [kr: 상하이 라라스: 도시 중국의 여성 동지(同志) 공동체와 정치]. doi:10.5790/hongkong/9789888139453.001.0001. ISBN 978-988-8139-45-3.
3. ↑  Kam, Lucetta Yip Lo (2013년 3월 1일). 《en: Shanghai Lalas: Female Tongzhi Communities and Politics in Urban China》 [kr: 상하이 라라스: 도시 중국의 여성 동지(同志) 공동체와 정치]. doi:10.5790/hongkong/9789888139453.001.0001. ISBN 978-988-8139-45-3.
4. ↑  Kam, Lucetta Yip Lo (2013년 3월 1일). 《en: Shanghai Lalas: Female Tongzhi Communities and Politics in Urban China》 [kr: 상하이 라라스: 도시 중국의 여성 동지(同志) 공동체와 정치]. doi:10.5790/hongkong/9789888139453.001.0001. ISBN 978-988-8139-45-3.
5. 1 2  Mann, Susan L. (2011). 《en: Gender and Sexuality in modern Chinese history》 [kr: 현대 중국 역사에서의 젠더와 성(性)]. New York: Cambridge University Press.
6. 1 2  Jackson, Stevi; Jieyu, Liu; Juhyun, Woo (2008). 《en: East Asian Sexualities: Modernity, Gender, and New Sexual Cultures》 [kr: 동아시아 섹슈얼리티: 근대성, 젠더, 그리고 새로운 성문화]. New York, NY: Zed Books Ltd. 9쪽. doi:10.5040/9781350219762.
7. ↑  Riley, Nancy E. (1994). “en: Interwoven Lives: Parents, Marriage, and Guanxi in China” [kr: 얽힌 삶들: 중국의 부모, 결혼, 그리고 관계망]. 《Journal of Marriage and Family》 56 (4): 791–803. doi:10.2307/353592. JSTOR 353592.
8. ↑  Su, Chi-Wei; Khan, Khalid; Hao, Lin-Na; Tao, Ran; Peculea, Adelina Dumitrescu (2020년 1월 1일). “en: Do house prices squeeze marriages in China?” [kr: 중국에서 집값이 결혼을 압박하는가?]. 《Economic Research-Ekonomska Istraživanja》 33 (1): 1419–1440. doi:10.1080/1331677X.2020.1746190. ISSN 1331-677X.
9. ↑  The Mosuo Sisters. Directed by Marlo Poras. Distributed by Women Make Movies. 2013.
10. ↑  Shanshan, Du (2002). 《en: Chopsticks Only Work in Pairs": Gender Unity and Gender Equality among the Lahu of Southwest China》 [kr: “젓가락은 한 짝만으로는 쓸 수 없다”: 중국 남서부 라후족의 성별 통합과 성평등]. New York: Columbia University Press. ISBN 978-0-231-50473-7.
11. ↑  Xu, Youwei; Wang, Y. Yvon (2022). 《en: Everyday Lives in China's Cold War Military Industrial Complex: Voices from the Shanghai Small Third Front, 1964-1988》 [kr: 중국 냉전 군수산업 단지의 일상생활: 1964-1988년]. 361쪽. ISBN 9783030996871.
12. 1 2 3 4 5  Santos, Gonçalo (2021). 《Chinese Village Life Today: Building Families in an Age of Transition》. Seattle. ISBN 978-0-295-74738-5.
13. 1 2  Ching, Pao-Yu (2021). 《Revolution and counterrevolution : China's continuing class struggle since liberation》 2판. Paris: Foreign languages press. 338쪽. ISBN 978-2-491182-89-2. OCLC 1325647379.
14. ↑  Engel, John W. (November 1984). “Marriage in the People's Republic of China: Analysis of a New Law”. 《Journal of Marriage and Family》 46 (4): 955–961. doi:10.2307/352547. JSTOR 352547.
15. 1 2 3 4 5 6 7 8 9 10 11 12 13 14 15 16 17 18 19 20 21 22 23  《en: The Marriage Law of the People's Republic of China》 [kr: 중국 결혼법]. Beijing: Foreign Language Press. 1980.
16. ↑  Palmer, Michael (2007년 10월 28일). “en: Transforming Family Law in Post-Deng China: Marriage, Divorce, and Reproduction” [kr: 등소평 이후 중국의 가족법 변화: 결혼, 이혼, 그리고 출산]. 《The China Quarterly》 (Cambridge University Press) 191: 675–676. doi:10.1017/S0305741007001658.
17. ↑  Tamney, J. B., & Chiang, L. H. (2002). “en: Modernization, Globalization, and Confucianism in Chinese Societies” [kr: 중국 사회에서의 근대화, 세계화, 그리고 유교사상].
18. ↑  Hershatter, G. (2007). 《en: Women in China's Long Twentieth Century》 [kr: 중국의 긴 20세기 속 여성들]. University of California Press. 16쪽. ISBN 9780520098565.
19. ↑  “en: The Marriage Law of the People's Republic of China (1980)” [kr: 중국 결혼법 (1980년)]. 《Pacific Affairs》 (Pacific Affairs, University of British Columbia) 57 (2): 266–269. 1984. doi:10.2307/2759127. JSTOR 2759127.
20. ↑  Wiley, [Fifth National People's (1981). “en: China's New Marriage Law” [kr: 중국의 새로운 결혼법]. 《Population and Development Review》 (Fifth National People's Congress) 7 (2): 369–372. doi:10.2307/1972649. JSTOR 1972649.
21. 1 2 3  Mann, Susan L. (2011). 《en: Gender and Sexuality in modern Chinese history》 [kr: 현대 중국 역사에서의 젠더와 성(性)]. New York: Cambridge University Press.
22. ↑  Esther Shu-shin Lee Yao (1983). “en: Chinese Women: Past & Present.” [kr: 중국 여성: 과거와 현재]. Ide House. ISBN 9780866630993.
23. ↑  Cai, Yineng (2021년 11월 26일). “en: Want a Divorce? In China, Try, Try Again” [kr: 이혼하고 싶나요? 중국에서는 계속 도전해야 한다]. Sixth Tone.
24. ↑  “en: Woman’s quest to end marriage enters fifth year” [kr: 이혼을 위한 여성의 투쟁, 5년 차에 접어들다]. Global Times.
25. ↑  Ester Lucia Rizzi & Paul S. F. Yip (2021년 5월 4일). “en: Divorce trends in China across time and space: an update” [kr: 중국의 이혼 추세: 시간과 지역에 따른 최신 분석]. 《Asian Population Studies》 17 (2): 121–147. doi:10.1080/17441730.2020.1858571. ISSN 1744-1730.
26. ↑  Hershatter, Gail, author (2019). “en: Women and China's revolutions / Gail Hershatter | Catalogue | National Library of Australia” [kr: 중국 혁명과 여성].
27. ↑  Meijer, Marinus Johan (1971). 《en: Marriage Law and Policy: In the Chinese People's Republic》 [kr: 중국의 결혼법과 정책]. Hong Kong University Press.
28. ↑  Hershatter, Gail (2019). 《en: Women and China's Revolutions》 [kr: 중국 혁명과 여성]. Bloomsbury Academic. 132쪽. ISBN 978-1-4422-1568-9.
29. ↑  Hershatter, Gail (2019). 《en: Women and China's Revolutions》 [kr: 중국 혁명과 여성]. Bloomsbury Academic. 187쪽. ISBN 978-1-4422-1568-9.
30. ↑  Hershatter, Gail (2019). 《en: Women and China's Revolutions》 [kr: 중국 혁명과 여성]. Bloomsbury Academic. 269쪽. ISBN 978-1-4422-1568-9.
31. ↑  Yang, C. K. (1959). 《en: The Chinese Family in the Communist Revolution》 [kr: 공산주의 혁명의 중국 가족]. Technology Press, Massachusetts Institute of Technology. 69쪽.
32. ↑  Platte, Erika (1988). “en: Divorce Trends and Patterns in China: Past and Present” [kr: 중국의 이혼 동향과 패턴: 과거와 현재]. 《Pacific Affairs》 61 (3): 434. doi:10.2307/2760459. ISSN 0030-851X.
33. ↑  Hershatter, Gail (2019). 《en: Women and China's Revolutions》 [kr: 중국 혁명과 여성]. Bloomsbury Academic. 269쪽. ISBN 978-1-4422-1568-9.
34. ↑  Beijing Review, February 4th, 1985, pp 19-20
35. ↑  Parish, William L.; Whyte, Martin King (1980년 8월 15일). 《en: Village and Family in Contemporary China》 [kr: 현대 중국의 마을과 가족]. University of Chicago Press. 195-6.쪽. ISBN 978-0-226-64591-9.
36. ↑  Beijing Review, February 4th, 1985, pp 19-20
37. ↑  Zhang, Naihua (1996). 《en: The All-China Women's Federation, Chinese Women and the Women's Movement, 1949-1993》 [kr: 전국여성연맹, 중국 여성과 여성운동, 1949-1993]. Michigan State University. Department of Sociology.
38. 1 2  Kennedy, John James (2024). 〈Contained Emancipative Social Values: Waves of Conservative and Liberal Trends in China〉.   Zhong, Yang; Inglehart, Ronald. 《en: China as Number One? The Emerging Values of a Rising Power》 [kr: 중국이 세계 1위? 부상하는 강국의 새롭게 떠오르는 가치들] (EPUB). China Understandings Today series. Ann Arbor, Michigan. ISBN 978-0-472-07635-2.
39. ↑  Chen, Wei; and Shi, Lei (2013년 7월 1일). “en: Developments in China's Provisions for Postdivorce Relief in the 21st Century and Suggestions for Their Improvement” [kr: 21세기 중국의 이혼 후 구제 제도 발전과 그 개선을 위한 제언]. 《Journal of Divorce & Remarriage》 54 (5): 363-380. doi:10.1080/10502556.2013.800392.
40. ↑  Griffiths, James (2021년 5월 19일). “en: Divorces fall 70% in China after government orders couples to cool off” [kr: 중국, ‘이혼 숙려기간’ 도입 이후 이혼 건수 70% 급감]. 《CNN》.
41. ↑  “Sina Visitor System”. 《passport.weibo.com》.
42. ↑  Meng, Zeng (2021년 7월 15일). “en: Research on China's Divorce Cooling-off Period System” [kr: 중국의 이혼 숙려기간 제도에 관한 연구]. 《The Frontiers of Society, Science and Technology》 (Francis Academic Press, UK) 3 (4). doi:10.25236/FSST.2021.030415.
43. ↑  “en: Ahead of 2021 Divorce Restrictions, Chinese Couples Rush to Untie the Knot” [kr: 2021년 이혼 제한 전, 중국 부부들 이혼 서둘러 진행]. 《#SixthTone》. 2020년 12월 23일.
44. ↑  Rudolph, Josh (2021년 1월 24일). “en: The First Woman To Die by the Divorce 'Cooling-off Period'” [kr: 이혼 ‘숙려기간’ 제도로 인해 목숨을 잃은 첫 번째 여성]. 《China Digital Times (CDT)》.
45. ↑  Stevenson, Alexandra; Wang, Zixu (2024년 1월 17일). “en: China Told Women to Have Babies, but Its Population Shrank Again” [kr: 중국의 여성 출산 장려에도 또다시 나타난 인구 감소]. 《The New York Times》. ISSN 0362-4331.
46. ↑  Mann, Susan L. (2011). 《en: Gender and Sexuality in modern Chinese history》 [kr: 현대 중국 역사에서의 젠더와 성(性)]. New York: Cambridge University Press.
47. 1 2 3  Jackson, Stevi; Jieyu, Liu; Juhyun, Woo (2008). 《en: East Asian Sexualities: Modernity, Gender, and New Sexual Cultures》 [kr: 동아시아의 성(性): 근대성, 젠더, 그리고 새로운 성문화]. New York, NY: Zed Books Ltd. 9쪽.
48. 1 2  Davis, Harrell, Deborah, Steven. 《en: Chinese Families in the Post-Mao Era》 [kr: 마오쩌둥 이후 시대의 중국 가족]. London: University of California Press.
49. 1 2  Riley, Nancy E. (1994). “en: Interwoven Lives: Parents, Marriage, and Guanxi in China” [kr: 얽혀 있는 삶: 중국에서 부모, 결혼, 그리고 관계]. 《Journal of Marriage and Family》 56 (4): 791–803. doi:10.2307/353592.
50. ↑  “en: China city bans second-time wedding banquets” [kr: 중국 한 도시, 두 번째 결혼 피로연 금지]. 《BBC News》.
51. ↑  Watts, Gordon (2018년 12월 4일). “en: China launches a crackdown on lavish weddings” [kr: 중국, 화려한 결혼식 단속 시작]. 《Asia Times》.
52. ↑  Mora, Edwin. “en: China Orders a Halt on Weddings Failing to Incorporate Xi 'Thoughts'” [kr: 중국, 시진핑 ‘사상’ 반영하지 않는 결혼식 중단 명령].
53. ↑  EDWIN MORA (2018년 12월 4일). “en: China Orders a Halt on Weddings Failing to Incorporate Xi’s Communist ‘Thoughts’” [kr: 중국, 시진핑 공산당 ‘사상’을 반영하지 않은 결혼식 중단 명령].
54. ↑  Sang, Tze-Ian D. (2003). 《en: The Emerging Lesbian》 [kr: 새롭게 등장하는 레즈비언]. Chicago & London: The University of Chicago Press. 163–222쪽.
55. 1 2 3  Kam, Lucetta Yip Lo (2012). 《en: Queer Asia: Shanghai Lalas: Female Tongzhi Communities and Politics in Urban China》 [kr: 퀴어 아시아: 상하이 라라 - 중국 도시의 여성 동성애자 공동체와 정치]. Hong Kong, HK: Hong Kong University Press. 64쪽.
56. ↑  Beresford, Meka (2016년 11월 27일). “en: Chinese marriage service helps people hide their sexuality from judgemental families” [kr: 중국의 결혼 서비스, 가족으로부터 성 정체성을 숨기도록 돕는다]. Pink News.
57. ↑  Seiden, Mark (1993년 10월 2일). 《en: 6. Family Strategies and Structures in Rural North China》 [kr: 가족 전략과 구조: 중국 북부 농촌을 중심으로]. University of California Press. 137–164쪽.
58. ↑  Chen, Feinian (2005). “en: Residential Patterns of Parents and Their Married Children in Contemporary China: A Life Course Approach” [kr: 현대 중국에서 부모와 기혼 자녀의 거주 형태: 생애과정 접근법]. 《Population Research and Policy Review》 24 (2): 125–148. doi:10.1007/s11113-004-6371-9.
59. ↑  “en: The bare necessities of naked marriage” [kr: 나체결혼의 최소한의 조건].
60. ↑  “en: White-Collar Workers Interested in 'Flash-Marriage'” [kr: '번개 결혼'에 관심 있는 화이트칼라 직장인들]. Shanghai Daily. November 2005.
61. 1 2 3 4 5  Zhang, Jun; Sujn, Peidong. “en: Marriage and Sexuality in Hong Kong, Taiwan, and Urban China” [kr: 홍콩, 대만, 그리고 도시 중국의 결혼과 성(性)]. 《Wives, Husbands, and Lovers》 (Hong Kong University Press): 125.
62. ↑  Chang, Lei-Lei; Wang, Feng-Juan (2011). “关于"80"后裸婚现象的社会学思考” [kr: 80년대생 이후 세대의 나체 결혼 현상에 대한 사회학적 고찰]. 《Journal of Northwest A&F University(Social Science Edition)》 11 (4): 161–165.
63. 1 2 3  Zhang, Jun (2014). “en: Marriage and Sexuality in Hong Kong, Taiwan, and Urban China” [kr: 홍콩, 대만, 그리고 도시 중국의 결혼과 성(性)]. 《Wives, Husbands, and Lovers》 (Hong Kong University Press): 122.
64. ↑  Magistad, Mary Kay (2013년 2월 20일). “en: China's 'leftover women', unmarried at 27” [kr: 27세 미혼인 중국의 ‘잉여 여성’ 현상]. BBC News.
65. 1 2 3  Zhang, Jun; Sun, Peidong (2014). “en: Marriage and Sexuality in Hong Kong, Taiwan, and Urban China” [kr: 홍콩, 대만, 그리고 도시 중국의 결혼과 성(性)]. 《Wives, Husbands, and Lovers》 (Hong Kong University Press): 119.
66. 1 2  Gaetano, Arianne (2014). “Leftover Women:' Postponing Marriage and Renegotiating Womanhood in Urban China” [kr: 27세 미혼인 중국의 ‘잉여 여성’ 현상]. 《Journal of Research in Gender Studies》 4 (2): 124–127.
67. 1 2 3 4  Ma, Chunhua (2018년 9월 3일). “The Pressure to Get Married is Tearing China's Families Apart” [kr: 중국 가족을 갈가리 찢고 있는 결혼 압박]. 《Sixth Tone》.